# تیتور توردارسون
تیتور توردارسون (ایسلندی: Teitur Þórðarson؛ زادهٔ ۱۴ ژانویهٔ ۱۹۵۲) بازیکن سابق و مربی فوتبال اهل ایسلند است.
از باشگاه‌هایی که در آن بازی کرده‌است می‌توان به باشگاه فوتبال لانس، باشگاه فوتبال کن و باشگاه فوتبال اوسترش اشاره کرد.
وی همچنین در تیم ملی فوتبال ایسلند بازی کرده‌است.